# オムルベク・クトゥエフ
オムルベク・クトゥエフ（1951年1月17日 - ）は、キルギス共和国の政治家、内務官僚。元内務相。中将。

## 経歴
チュイ州カンツキー地区ベイゲリディ村出身。
- 1974年～1978年 - フルンゼ市オクチャブリスキー地区内務課刑事捜索捜査係
- 1978年～1981年 - フルンゼ市内務局刑事捜索課の班長
- 1980年 - ソ連内務省カラガンダ高等学校卒業
- 1981年～1983年 - フルンゼ市レーニンスキー地区内務課副課長
- 1983年～1988年 - チュイ州ソクルクスキー地区内務課長
- 1988年～1990年 - フルンゼ市スヴェルドロフスキー地区内務課長
- 1990年～1993年 - キルギス内務省刑事捜索課長
- 1993年～1996年 - ビシュケク市内務局長
- 1996年4月～2001年1月 - 内務相
- 2001年2月～5月 - 組織犯罪対策問題担当大統領顧問、キルギス共和国安全保障会議書記局主任監察官

2001年5月、ビシュケク市検事。

## パーソナル
妻帯、3女を有する。